# Бартоломео Карафа делла Спіна
Бартоломео Карафа делла Спіна (італ. Bartolomeo Carafa della Spina; д/н — 25 квітня 1405) — антимагістр ордену госпітальєрів у 1395—1405 роках.

## Життєпис
Походив з неаполітанського шляхетського роду Карфа делла Спіна. Замолоду став братчиком ордену госпітальєрів. Ймовірно у 1370-х роках призначається пріором Угорщини.
1383 року призначено лейтенантом (заступником) великого пріора Риму. Втім з початком Великої схизми підтримав папу римського Урбана VI, який оголосив великого магістра Хуана Фернандеса де Ередіа, що перейшов на бік антипапи Климента VII, позбавленим влади. 1384 року брав участь в Генеральному капітулі в Неаполі. З цього часу увійшов до почту папи римського, перебуваючи з ним до 1388 році послідовно в Генуї, Перуджі та Римі.
1395 року після смерті антимагістра Ріккардо Караччоло призначається новим очільником госпітальєрів. Проте не мав навіть тої підтримки, що отримав його попередник. Більшість часу перебував у Римі.
У квітні 1405 року папа римський Інокентій VII доручив йому посередництво між містом Римом та родиною Аннібальді делла Молара. Але під час арбітражу римська громада запідозрила Карафу у змові з Аннібальді, тому антимагистра було схоплено й вбито. Його поховано в перед церквою римського пріорату на Авентинській вулиці в Санта-Марія-дель-Пріорат. Його наступником став Нікколо Орсіні ді Камподіфіоре.